# Pinanga johorensis
Pinanga johorensis är en enhjärtbladig växtart som beskrevs av Chong Keat Lim och Saw. Pinanga johorensis ingår i släktet Pinanga och familjen Arecaceae. Inga underarter finns listade i Catalogue of Life.